# Маклур (Пенсилванија)
Маклур (енгл. McClure) град је у америчкој савезној држави Пенсилванија.

## Демографија
По попису из 2010. године број становника је 941, што је 34 (-3,5%) становника мање него 2000. године.
| Група             | 2000.       | 2010.       |
| Белци             | 969 (99,4%) | 916 (97,3%) |
| Афроамериканци    | 2 (0,2%)    | 0 (0,0%)    |
| Азијати           | 1 (0,1%)    | 2 (0,2%)    |
| Хиспаноамериканци | 0 (0,0%)    | 9 (1,0%)    |
| Укупно            | 975         | 941         |